# Östliche Karwendelspitze
Die Östliche Karwendelspitze ist ein 2537 m ü. A. hoher Berg aus Wettersteinkalk im Karwendel an der Grenze zwischen Bayern und Tirol. Er ist der höchste Berg der Nördlichen Karwendelkette und zugleich der höchste deutsche Gipfel im Karwendel. Die Erstbesteigung erfolgte durch Hermann von Barth am 4. Juli 1870.

## Anstiege
Der Gipfel ist in einer teilweise weglosen und alpine Erfahrung voraussetzenden Bergtour in 2,5 Stunden vom Karwendelhaus (1771 m ü. A.) aus erreichbar. Der Aufstieg erfolgt über einen Gras- und Schrofenrücken östlich des Vogelkars, kurz unterhalb des Gipfels muss eine Kletterstelle im I. UIAA-Grad überwunden werden. Alternativ der anspruchsvollere Abstieg über das Grabenkar durch steiles Fels- und Schuttgelände (I) mit einer schnellen Schuttabfahrt.
Das Karwendelhaus wiederum ist entweder von Scharnitz oder von Hinterriß über den Kleinen Ahornboden erreichbar. Wegen der langen Talwanderung zum Karwendelhaus ist statt einer 10,5-Stunden-Tagestour eine Zweitagestour sinnvoller.
Die Östliche Karwendelspitze wird im Frühjahr auch gern durch das Grabenkar mit Skiern bestiegen. Im Winter ist dies wegen der hohen Lawinengefahr und der langen Wege meist nicht möglich.